# Jacobus Hendrik Pierneef

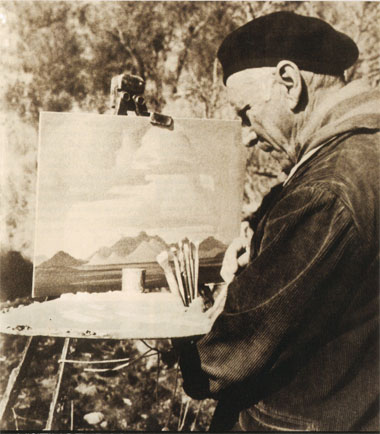
Jacobus Hendrik Pierneef.

Jacobus Hendrik Pierneef (Pretoria, Transvaal, 13 de agosto de 1886-ibídem, 4 de octubre de 1957) fue un pintor sudafricano, miembro de la comunidad afrikáner, que pintó principalmente paisajes.

## Biografía

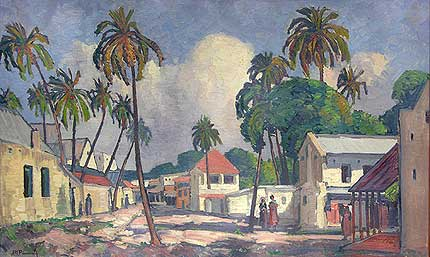
Dar es-Salam (1926)

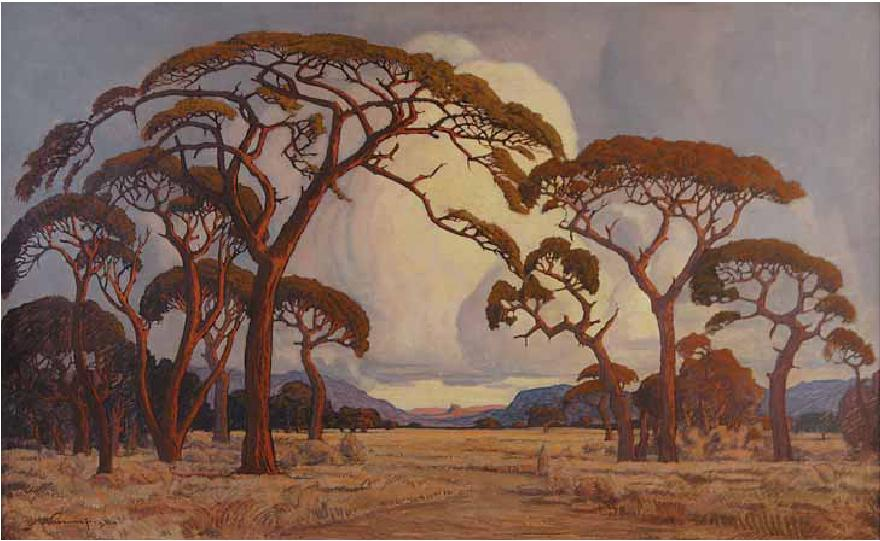
Paisaje de la sabana (1928)

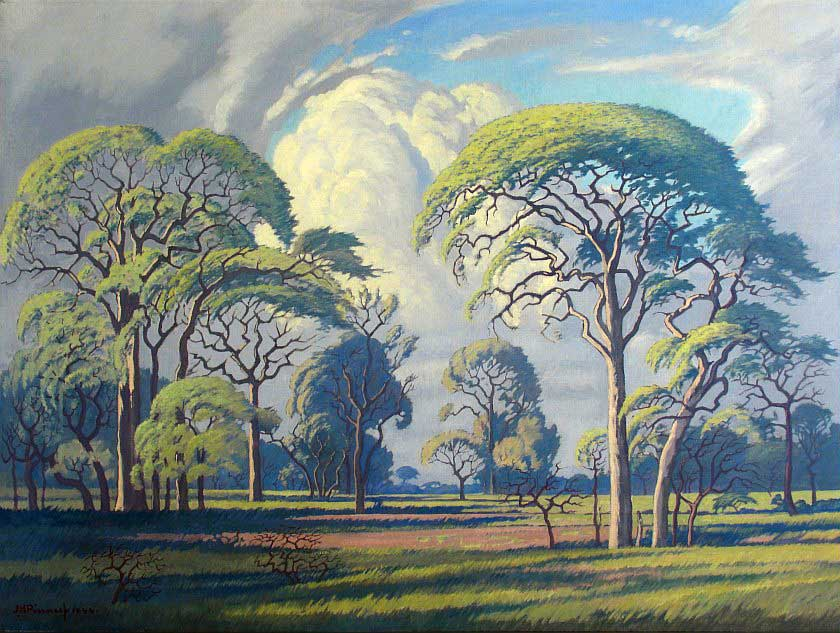
Pintura de Jacobus Hendrik Pierneef (1945)

Fue hijo de emigrantes neerlandeses. Cuando empezó la Segunda Guerra de los Bóeres, su familia decidió refugiarse en los Países Bajos, donde Pierneef realizó sus estudios artísticos. Cuando tenía 18 años, volvió a su ciudad natal donde estudió con Frans Oerder. 
En 1910, se casó con Agatha Delen. En 1913, realizó su primera exposición individual que fue muy apreciada por los críticos. En 1918, fue profesor de pintura en Pretoria. 
A partir de 1923, decidió consagrarse a su arte. En 1923 y 1924, visitó el sudoeste africano, donde pintó paisajes. En 1924, divorciado, se casó con la neerlandesa May Schoep, visitó Europa y realizó una exposición en los Países Bajos. En 1929, aceptó une encargo oficial para pintar el interior de la gran estación de Johannesburgo. 
En 1933, realizó los paneles murales de la Casa de África del Sur y de la embajada de Sudáfrica en Londres. Murió en su ciudad natal en 1957.
Pueden verse obras suyas en varios museos nacionales de Sudáfrica: el Africana Museum, la Durban Art Gallery, la Johannesburg Art Gallery, la King George VI Art Gallery y la Pretoria Art Gallery. Hay un museo consagrado a él en Pretoria, el Pierneef Museum.

## Premios y distinciones
- 1935 : Medalla de las artes visuales por su obra en la estación de Johannesburgo y por la de la Casa de Sudáfrica en Londres.
- 1951 : doctor honoris causa de la Universidad de Natal.
- 1957 : doctor honoris causa de la Universidad de Pretoria.
- 1957 : Miembro honorario de la Suid-Afrikaanse Akademie vir Wetenskap en Kuns (Academia Sudafricana de Ciencias y Artes).